# Via Postumia

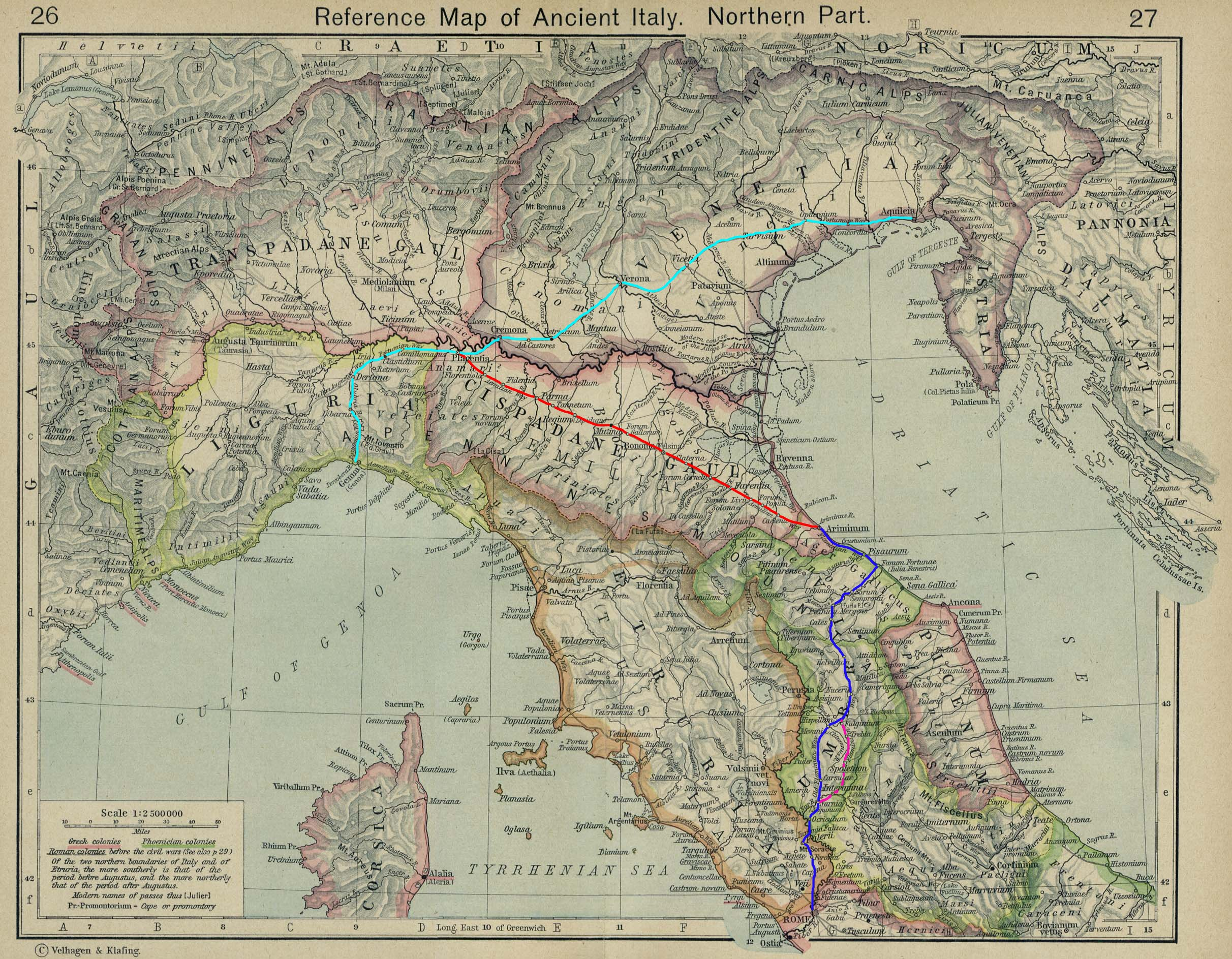
La via Postumia in colore azzurro, inserita nel sistema viario dell'antica Roma per la direttrice Nord-Est. In sequenza partendo da Roma: in blu la via Flaminia, segue in rosso la via Aemilia che si collega a Piacenza (Piacentia) alla via Postumia con arrivo ad Aquileia verso est e Genua (Genova) verso ovest.

La via Postumia era una via consolare romana ultimata nel 148 a.C. per volontà del console Postumio Albino nei territori della Gallia Cisalpina, coincidente con l'odierna Pianura Padana, per scopi prevalentemente militari e in seguito anche commerciali.
Congiungeva per via di terra i due principali porti d’età preromana e romana dell’Italia settentrionale: Genova, avamposto verso la Gallia e le Alpi Occidentali, e Aquileia, grande centro nevralgico di scambi economici.
Aquileia era sede di un grosso scalo fluviale accessibile dal Mare Adriatico e costituiva la via di accesso da un lato all’Istria e all’area balcanica, dall’altro verso le regioni a Nord delle Alpi (tra cui la «Via dell’Ambra»).
Per incontrare i successivi porti più importanti si doveva scendere fino a Ostia dal lato tirrenico e a Ravenna dal lato adriatico.
La strada toccava solo i centri maggiori, in modo da favorire un percorso più rapido e, almeno in un primo momento, non funse da direttrice del traffico locale.

## Storia
L’epoca in cui l’arteria fu tracciata costituiva un momento particolare per la storia di Roma repubblicana, che consolidava così il suo dominio sulle regioni a Nord del Po, nel momento in cui stava avviandosi la sfida definitiva con Cartagine per l’egemonia sul Mediterraneo. Vinte le tribù celtiche o di altra origine, avviata la centuriazione dei diversi territori, una strada come la Postumia serviva per il movimento rapido delle truppe in caso di ostilità a Est con i popoli della sponda adriatica balcanica, a Ovest con i Galli e Liguri dell’attuale costa provenzale (nell’anno 150 a.C. c’era stata una spedizione contro di loro).
Il massimo utilizzo della Postumia, nel suo intero tracciato, durò fino alla dissoluzione dell’Impero romano d’Occidente, ma la sua funzione non venne mai meno, almeno per ampi tratti: l’Itinerarium Burdigalense, relativo a un pellegrino che da Bordeaux raggiunse Gerusalemme nel 333-334 d.C., mostra un percorso sulla Postumia nella Pianura Padana, imboccando poi la Via Annia per raggiungere Concordia e Aquileia. Nella Tabula Peuntingeriana, di poco successiva, la via sembra arrestarsi a Oderzo, tuttavia all’imbocco dell’attuale Friuli i segni perdurarono e in parte sono giunti fino ai nostri giorni.

## Percorso
Lasciata Genova, l’arteria percorreva la Val Polcevera fino a Pontedecimo (da Pons ad decimum lapidem), quindi saliva sul crinale attraverso Cesino e Pietralavezzara e valicava l'Appennino al Pian di Reste, nei pressi dell'odierno Passo della Bocchetta. La strada seguiva poi il tracciato di precedenti percorsi liguri, snodandosi per i crinali anziché per i fondovalle. Pertanto dal Pian di Reste si dirigeva verso l'odierno Fraconalto (Flaconum nelle attestazioni medievali, Fiaccone fino al 1927, sorto probabilmente attorno ai secoli IX-X); scendeva quindi per il valico presso l'attuale Passo della Castagnola, frazione di Fraconalto, risaliva per il Monte Porale e infine scendeva verso la pianura passando per la fiorente Libarna, antico oppidum ligure e poi importante centro commerciale (nell’attuale comune di Serravalle Scrivia). La meta finale di questo primo settore dell'Oltregiogo era Dertona, l’odierna città di Tortona.
Proseguendo nel suo cammino, la via Postumia congiungeva Dertona con Placentia (Piacenza), passando per tutto l'Oltrepò Pavese e per i centri di Clastidium (Casteggio) e Camillomagus (Broni) inserendosi nel sistema viario costituito dalla Via Emilia che proveniva da Rimini (Ariminum) già dal 187 a.C., da dove si sarebbe collegata a Roma, a partire dal 220 a.C., attraverso la via Flaminia. Il tratto Placentia-Dertona della via Postumia divenne in seguito parte della Via Julia Augusta, costruita nel 13 a.C. per volere dell'imperatore Augusto al fine di completare il collegamento stradale tra Roma e la costa meridionale della Gallia: raggiungeva Arles (Arelate, Arelatum) costeggiando il Trophaeum Alpium (Trofeo delle Alpi o Trofeo di Augusto) a La Turbie, nei pressi dell’attuale Principato di Monaco.
La via Postumia da Placentia continuava fino a Cremona, dove attraversava il fiume Po; da qui, proseguendo verso est, raggiungeva Bedriacum, l'odierna Calvatone (Cremona), città sorta alla confluenza tra i fiumi Oglio e Chiese. Da Bedriacum si diramava un tratto che raggiungeva Mantua (Mantova), mentre il percorso principale procedeva verso Verona, dove attraversava il fiume Adige. Da Verona, prima di raggiungere Aquileia sul mare Adriatico, portando a termine il collegamento con il mare Tirreno da cui partiva, la via Postumia passava per Vicenza e l’attuale Cittadella, giungendo ai guadi del Piave tra gli attuali Varago (comune di Maserada sul Piave) e Roncadelle (comune di Ormelle).
Da Opitergium (l’odierna Oderzo), importante centro commerciale e amministrativo prima venetico e in seguito romano, proseguiva in linea retta verso il fiume Livenza, entrando nel territorio di competenza aquileiese e in seguito concordiese, tra le attuali località di Fossabiuba (Mansuè) e Traffe (Pasiano di Pordenone, primo comune dell’attuale Friuli). Passando per gli odierni territori di Pasiano, Azzano Decimo, Fiume Veneto, Zoppola, Casarsa della Delizia e Valvasone (località Casamatta), attraversava il guado del Tagliamento sbucando nei pressi di Quadruvium (Codroipo, UD), snodo stradale tra le direttrici Nord-Sud e Ovest-Est, seguendo poi una direttrice nella bassa pianura fino ad Aquileia. In seguito l’arteria fu prolungata verso Emona (Lubiana) da un lato, Tergeste (Trieste) e l’Istria dall’altro. La ricostruzione grafica del percorso si può leggere in un saggio di Diego Cencigh.

### Il dibattito sul percorso orientale
Se il percorso da Genova a Oderzo non ha presentato in genere problemi di identificazione, quello più orientale ha sollevato molte questioni e dibattiti. La Tavola Peutingeriana (il cui originale risale alla metà del IV secolo d.C.) ci dà un percorso ben leggibile proprio fino a Oderzo, dove la via sembra terminare; il proseguimento da qui ad Aquileia non è ben chiaro e nemmeno tra gli studiosi c’è stato accordo, in passato, sul tratto terminale. Secondo alcuni, la meta della Postumia era proprio Oderzo e il collegamento con Aquileia era assicurato da altri percorsi: a smentire questa affermazione c’è fra l’altro l’iscrizione della fine del II secolo a.C. che ricorda una deviazione proprio della via Postumia alle porte di Aquileia, per raggiungere il forum pequarium («mercato degli ovini»). Un secondo gruppo di storici e archeologi ha individuato un tracciato nell’alta pianura: da Oderzo sarebbe risalito fino al passaggio del fiume Livenza a Cavolano nei pressi di Sacile (un ponte è qui menzionato in età longobarda), per poi continuare per l’attuale area di Pordenone, Quadrivium (Codroipo) e quindi Aquileia. Avrebbe insomma seguito grossomodo l’andamento dell’attuale Pontebbana e della Stradalta o Napoleonica da Codroipo a Palmanova. A questo proposito, Luciano Bosio e altri parlano della Stradalta come di una variante interna ovvero di una sistemazione più tarda, mentre la Postumia avrebbe seguito la costa, toccando Concordia e Cervignano del Friuli e in pratica sovrapponendosi alla Via Annia.
Recentemente è emersa una diversa valutazione, già intravista da Tagliaferri nel 1986; suffragata da numerose prove (storiografiche, documentarie, archeologiche e fotografiche), identifica la Postumia con il decumano massimo della centuriazione di Iulia Concordia, riscoperto da Bosio dopo lunghe ricerche negli anni ’60 del secolo scorso. Scrive Maurizio Buora a proposito della più antica individuazione del percorso della strada, effettuata dal sanvitese Girolamo Cesarini (XVI secolo): «Il testo del Cesarini fu soppesato nel Settecento da Federico Altan e da Gian Domenico Bertoli, i quali peraltro non ne compresero il valore. Come non lo comprese Luciano Bosio che vide il decumano massimo della centuriazione concordiese passare tra i due Orcenico, di Sopra e di Sotto, ma non comprese che esso era un tratto della via Postumia, qui assunto come decumano della centuriazione, circa un secolo dopo la sua realizzazione».
La strada attraversava il fiume Livenza a Traffe (probabile origine dal latino ad trabes), nei pressi di un insediamento testimoniato nel Medioevo significativamente chiamato Villaviera («villaggio antico»);  a poche miglia superava il fiume, mediante un ponte, i cui resti sono oggetto di studio, su iniziativa del locale Gruppo Archeologico «Acilius» (sezione occidentale della Società Friulana di Archeologia) e della Soprintendenza Archeologia, Belle Arti e Paesaggio del Friuli Venezia Giulia. Da qui e fino al guado del Tagliamento il tracciato non incontrava più consistenti impedimenti idrici, oltrepassando a Nord le sorgenti del fiume Sile; la successiva centuriazione seguiva l’andamento dei fiumi e del deflusso delle acque nel bacino liventino.

## La via Postumia e le centuriazioni
Il percorso rettilineo della via Postumia, tracciando impronte importanti sul territorio, è poi servito come base per avviare su quel tracciato le linee geometriche delle sistemazioni fondiarie romane, le centuriazioni. Gli agrimensori si appoggiarono  spesso all’arteria, adattandola alla funzione di decumano massimo e anche lo teorizzarono nei loro scritti o lo fecero autori classici che ne descrivevano il lavoro.
Gli studiosi lo hanno messo in evidenza per varie campagne, a cominciare dalle aree tra Piacenza e Cremona. Analogamente è avvenuto nella centuriazione all’imbocco della Val d’Illasi tra Verona e Vicenza e in quelle di Patavium (Padova) e di Acelum (Asolo), come già aveva osservato Plinio Fraccaro nel 1940, e anche in quella delle pianure di Aquileia e di Iulia Concordia (Concordia Sagittaria) la via Postumia fu assunta come asse portante della suddivisione rurale: in particolare, nell’agro concordiese divenne, con andamento Sud-Ovest/Nord-Est, il decumano massimo, che si congiunse con l’altro asse Sud-Est/Nord-Ovest (cardine massimo) che saliva dalla periferia di Concordia passando per Cinto ed Azzano. La sua realizzazione iniziò nella seconda metà del I secolo a.C. e durante il Medioevo le griglie della parcellizzazione agraria divennero spesso linee di demarcazione tra proprietà e aree di influenza politica e amministrativa. Lo stesso decumano massimo/via Postumia segnò per esempio il limite tra possedimenti vescovili e possedimenti patriarcali tra gli attuali comuni di Pasiano e di Meduna di Livenza e ancora oggi ne determina per qualche tratto il confine.

## Ulteriori sviluppi
Con l'apertura della nuova via Julia Augusta tra Tortona e Vada Sabatia (Vado Ligure), che tagliava fuori Genova, il primo tratto della strada perse progressivamente importanza e con essa le zone della valle del Lemme. Al contrario acquistarono rilevanza le zone intorno ad Acqui Terme. La via Postumia, con qualche modifica, rimase attiva (con alterna fortuna) almeno fino all'VIII secolo sotto il controllo dei monaci dell'Abbazia di San Colombano di Bobbio, per poi cadere lentamente in disuso fino a essere dimenticata. Fu in parte ripresa dopo l'anno Mille, come percorso privilegiato, dalla Repubblica di Genova che pose sotto il suo controllo i centri di Gavi, Voltaggio e Fiaccone (Fraconalto). A Dertona la via Postumia era ancora pienamente in funzione durante la dominazione ostrogota, tanto che il suo tracciato, nei pressi della città, fu scelto come area cimiteriale per le sepolture di personaggi eminenti lungo i suoi lati.

## La riscoperta antica
Durante il Basso Medioevo e l’Età Moderna, sebbene il percorso della Postumia fosse ancora attivo in alcune sue parti, a volte molto estese, e il suo nome permanesse localmente, se n’era tuttavia perduta la realtà complessiva e il senso del tracciato. A varie riprese coloro che si occupavano di cose antiche ne parlarono nelle loro opere, cercando di ricostruirne la consistenza, le direttrici, il contesto sociale, geografico e storico. Così a Genova, nel 1537, monsignor Agostino Giustiniani, commentando la Tabula di Polcevera scoperta nel 1506, scriveva che «l’antica via Posthumia» era ai suoi tempi «nominata via Costuma ossia Costumia» e ne descriveva il tracciato fino a Tortona. In una lunga trattazione, nei primi anni dell’Ottocento, l’abate Giovanni Romani discuteva se si dovesse riconoscere la Postumia in alcuni tratti stradali della zona di Casalmaggiore (CR), a ridosso del Po. Il primo che ebbe una visione generale della questione fu il conte Giacomo Filiasi, che tenne una lunga dissertazione all’Accademia di Mantova, di cui era socio, in merito alle strade romane del Mantovano, che poi diede alle stampe a Guastalla nel 1792. Non si limitò a descrivere l’assetto viario di quel territorio, ma cercò di evidenziarne, con uno sguardo d’insieme, gli itinerari completi, spaziando tra l’Appennino genovese e le Alpi Orientali. Riportò pure i vari nomi con cui popolarmente era stata ribattezzata la strada, dalle varianti Postuma, Postioma a Levada, Stradalta e tanti altri.

## Situazione attuale
Due rettilinei sono visibili fra Tortona e Voghera, con un’ampia curva all’altezza di Pontecurone.
È anche ravvisabile il percorso da Stradella a Piacenza e poi, a brani, fino a Cremona dove entra da Sud/Ovest (attuale via del Sale).
A Cremona il fiume Po non veniva attraversato dove scorre ora, perché le mappe medievali testimoniano di un suo corso molto più vicino alle mura della città. Il tracciato rettilineo di continuazione dell'attuale via del Sale è facilmente individuabile anche sulla sponda emiliana al di là del Po, a Castelvetro Piacentino.
In uscita da Cremona verso Est esiste un lungo tratto percorribile denominato «Strada Provinciale 27 via Postumia», che ricalca il percorso originario per 19 km fino alla frazione di Ca' D'Andrea, dove la strada provinciale attuale perde la linearità. Il tratto rettilineo punta però chiaramente verso Calvatone, l'antica Bedriacum, a soli 13 km di distanza in linea d'aria.
Un ulteriore tratto rettilineo di oltre 50 km, virtualmente ininterrotto, tra il Veronese e il Mantovano, ancora oggi quasi del tutto percorribile in auto, parte dalla basilica di Santa Anastasia per lambire l'antico Foro Romano della città di Verona (l'attuale «piazza delle Erbe»), corso Portoni Borsari (fin qui la via corrispondeva al decumano massimo della città), corso Cavour, quartiere Stadio, Via Mantovana, per abbandonare la città in direzione di Villafranca di Verona, Quaderni di Villafranca; in provincia di Mantova con il guado del fiume Mincio, Goito, Gazoldo degli Ippoliti per arrivare al fiume Oglio che probabilmente si attraversava con un ponte di barche e si proseguiva dritti fino a Bedriacum.
Alcuni tratti sono percorribili come strada provinciale (da Vicenza in direzione Treviso) con il nome di strada provinciale 102 «Postumia romana»; altri sono andati completamente in disuso.
Nel tratto tra Vicenza e Oderzo la Via Postumia era quasi perfettamente rettilinea, salvo una curva in prossimità dell'attraversamento del fiume Brenta. Il suo tracciato originario è facilmente distinguibile e ricostruibile utilizzando mappe o foto satellitari, e collegando con una linea retta i frequenti tratti ancora attivi.
In Friuli, lunghi tratti si percorrono nel comune di Pasiano, tra la località Traffe e l’incrocio tra la strada che collega Azzano Decimo con la frazione di Tiezzo, quindi tra i comuni di Fiume Veneto e di Zoppola, mentre il guado sul Tagliamento può essere individuato in prossimità di Pannellia (Prâts di Lorêt) sulla direttrice di Cordoipo. Da qui, a Est della città, il tracciato della via Postumia viene a coincidere con la Stradalta o Napoleonica, che giunge alle porte dell’attuale Palmanova, per scendere quindi, in linea retta attraverso Cervignano, fino ad Aquileia.

### Tracce toponomastiche
In varie parti del suo percorso, la via Postumia ha lasciato tracce nei nomi di luogo, alcuni perpetuatisi fino ai giorni nostri; bisogna però scartare in generale i toponimi imposti in epoca moderna, poiché una parte si riferisce alla località slovena di Postojna/Postumia, famosa per la imponenti grotte carsiche, mentre un’altra parte deriva da ricostruzioni del percorso non sempre coincidenti con la realtà archeologica. In ogni caso, ecco alcuni casi sicuri. In Liguria, nella città metropolitana di Genova, il nome indica strade in località Villavecchia di Ronco Scrivia e a Isola del Cantone. Tra Alessandria e Tortona e in parte anche nel prosieguo verso Piacenza, durante il Medioevo e anche oltre la Postumia era attiva come percorso dei pellegrini diretti a Roma e in effetti prese il nome in alcune zone di Romera. In Lombardia, dalla periferia orientale di Cremona alcuni tratti della strada si chiamano Via Postumia così come nei comuni di Malagnino e di Piadena.
A volte, nel passato, pur rimanendo parti considerevoli del tracciato, se n’era persa la denominazione e pertanto la popolazione aveva scelto appellativi di più immediata resa, come per esempio la località più o meno vicina cui la strada tendeva. Così a Piadena (CR) la Postumia fu chiamata Via Suspirana, poiché portava a Sospiro (CR), importante centro economico e amministrativo di età longobarda (curtis regia).
In Veneto, esiste la frazione di Postioma in comune di Paese (TV). Subito dopo il Piave, tra San Polo e Ormelle, è ricordata una Postioma Bellintrada. A Pasiano, poco più a Nord dell’attraversamento sul fiume Fiume, ancora alla fine dell’Ottocento una campagna si chiamava Braide Postumie, continuando un toponimo già menzionato all’inizio del XVII secolo (Pustoima, Postoima); inoltre, la strada (Postumia/decumano) veniva in passato chiamata Ongaresca. Ma tra Veneto e Friuli gli studiosi hanno constatato un fenomeno interessante: il proliferare di accenni alla Postumia anche fuori dall’antico percorso della via.
Lo si è constatato a Vittorio Veneto (TV) e Adolfo Vidal, in un saggio del 1911 riedito nel 2009, ne aveva censiti altri quattro appena fuori o anche un po’ lontano dal percorso, oltre a una menzione negli statuti di Conegliano (risalenti nel primo nucleo al XIII secolo), in cui è detta Postumia la strada che conduceva a Treviso. Esiste inoltre un’attestazione medievale per la località di Costa di Conegliano (TV), ad Postoymam in un estimo trecentesco, con la già nota Postoyma de Campo Mollo (in area sacilese, PN) del 1214; a Meduna di Livenza un canale prende il nome di Postumia e l’elenco potrebbe continuare. Sul significato di questo fenomeno, sono ancor valide le osservazioni di Vidal: si tratta di prove «del fascino esercitato fino ai giorni nostri dalla vecchia via consolare, ma non documento atto ad avvalorare l’ipotesi paradossale del passaggio di sei vie Postumie in territorio tanto limitato». Spesso il nome si alternava con Ungaresca e il fatto che la Via Postumia sia stata praticata anche oltre l’età romana, venendo poi in parte utilizzata durante le scorrerie ungare del IX-X secolo, può aver assegnato al nome Postumia il significato di «strada» o di «strada antica» per antonomasia.